# 엑스맨 (영화 시리즈)

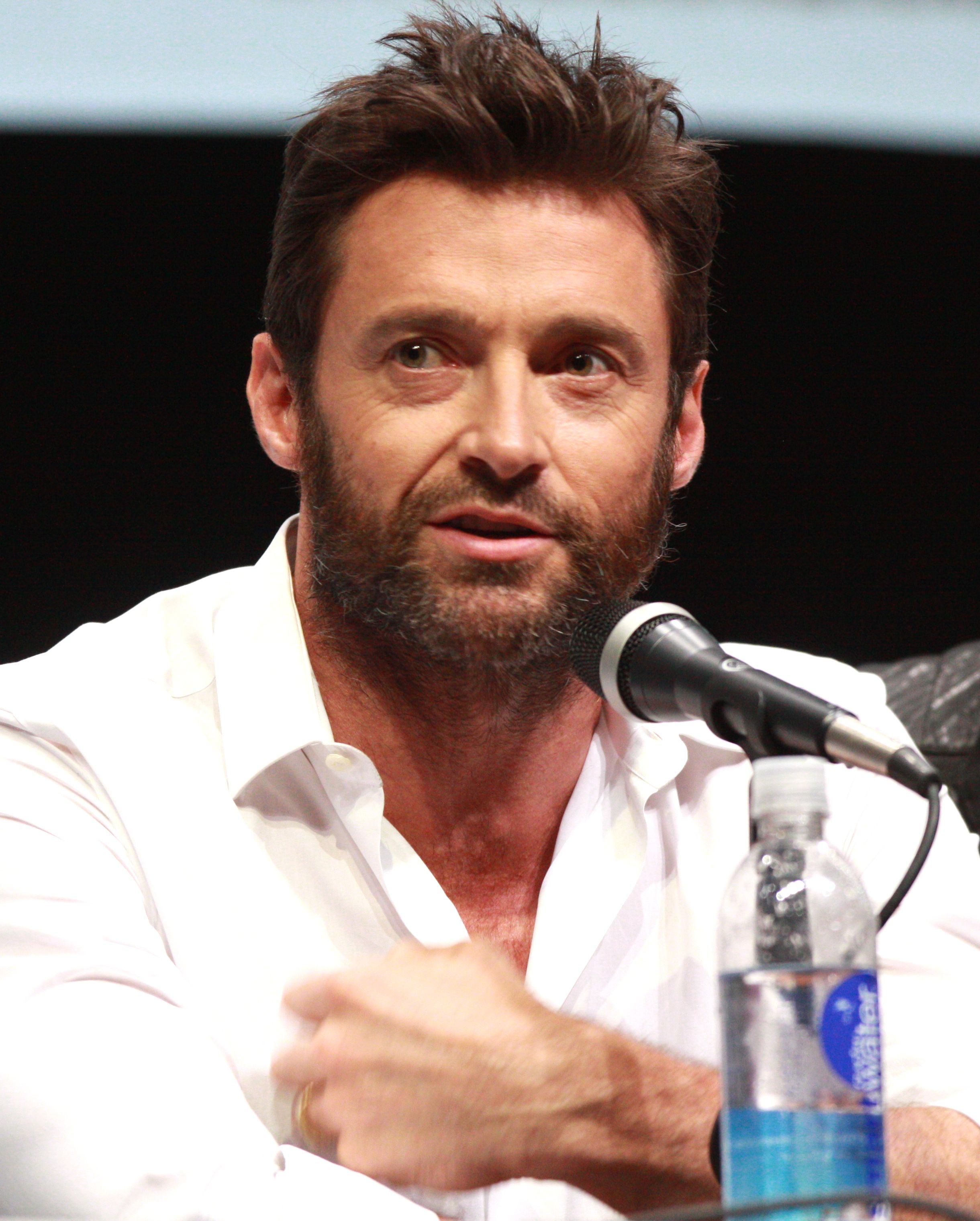
엑스맨 시리즈에서 울버린을 연기한 휴 잭맨

엑스맨(영어: X-Men)은 마블 코믹스의 슈퍼히어로 팀인 엑스맨을 기반으로 제작된 슈퍼히어로 영화 시리즈이다. 엑스맨 실사 영화 시리즈에 대한 판권은 모두 20세기 스튜디오(이전 명칭 20세기 폭스)가 가지고 있다.

## 작품

### 엑스맨(X-Men, 2000)
돌연변이는 인간 진화의 핵심 요소다. 인간을 작은 세포에서 지구상 가장 진화된 종으로 발전시켰다. 그 과정은 매우 느려서 보통 까마득한 시간이 걸린다. 그러나 수백만 년마다 획기적인 진화가 이룩된다. 사이클롭스, 진 그레이, 스톰은 유전자변이로 탄생한 일종의 '호모 슈피리어'들로서 각자 특이한 능력을 지니고 있다. 사이클롭스(제임스 마즈든 분)는 강력한 에너지 빔을 눈에서 뿜어내고, 진 그레이(팜케 얀센 분)는 자신이 생각하는 것을 모두 현실화시키는 능력을 가지고 있으며, 스톰(할 배리 분)은 날씨를 마음대로 조절할 수 있는 능력을 가지고 있는 것이다. 이들과 같은 소수의 변종들이 가진 능력에 혐오감과 두려움을 느끼고 적대시하는 사람들 중 대표자격인 미국 상원의원 로버트 켈리(브루스 데이비슨 분)는 변종들로부터의 위험을 없애기 위한 법안을 추진한다. 이러한 분위기 속에서도 찰스 프란시스 자비에 교수, 일명 프로페서 X(패트릭 스튜어트 분)는 스톰, 사이클롭스, 진 그레이와 같은 변종들을 모아 그들이 가진 능력을 조절할 수 있도록 가르치고, 자신의 힘을 인류를 위해 사용하는 'X 맨'이 되도록 지도한다. 자비에는 새로운 두 명의 멤버를 받아들이는데, 한 명은 아다만티움으로 된 갈퀴손톱을 가진 엄청난 전투력의 소유자 울버린/로건(휴 잭맨 분)이고, 또 한 명은 만지기만 하면 상대방의 기억과 힘을 빨아들일 수 있는 신비한 소녀 로그(안나 파킨 분)다. 한편, 홀로코스트의 산증인으로서 한때 자비에 박사의 친구였던 사상 최강의 변종 인간 에릭 랜셔, 일명 매그니토(이안 맥켈런 분)는 자신들을 몰아내려는 인간사회에 등을 돌리고, 인류와 변종들은 결코 공존할 수 없으며, 변종들이 미래를 지배할 것이라 선언한다. 매그니토는 맘모스 세이버투스(타릴러 메인), 모습을 마음대로 바꾸는 미스틱(레베카 로민-스타모스 분), 엄청난 점프력을 가진 토드(레이 파크 분) 등을 이끌고 인류를 향한 공격을 시작한다. 이제 자비에 교수가 이끄는 정의로운 변종들인 X 맨들과 매그니토가 이끄는 사악한 변종집단 사이에 인류의 사활을 건 전투가 시작된다.

### 엑스맨 2(X2: X-Men United, 2003)
돌연변이(Mutants). 그들의 존재가 알려진 이후, 그들은 두려움과 의심, 그리고 증오의 대상이 되었다. 모든 사람들이 격렬한 토론을 벌이고 있다. 돌연변이는 인간 진화의 다음 연결 고리인가? 아니면 단지 자신의 영역을 위해 싸우는 또다른 인간 종족에 불과한 것인가? 어느 쪽이든 간에 이 땅에서 상생한다는 것이 결코 인간 본연의 습성이 아님은 역사적으로 증명된 사실이다.
가까운 미래, 유전자 기술의 거듭된 발전으로 돌연변이들이 생겨난다. 그리고 몇몇의 극단적인 인간들은 돌연변이의 초능력이 인간을 위협할 것이라고 생각한다.
이에 그들은 돌연변이들을 격리 수용하는 등록법안을 만들어 이를 통과시킬 계획을 세운다. 그리고 이 법안에 대한 지지 여론이 높아지면서 돌연변이와 인간과의 관계는 더욱 악화된다.
설상가상으로 신원이 밝혀지지 않은 누군가가 대통령 암살을 시도하고, 이에 여론은 엑스맨을 지목한다. 한편, 안티 돌연변이 집단의 우두머리인 스트라이커 장군은 활동 반경을 넓히며 엑스맨의 정신적 지주인 자비에 박사를 공격하기 시작한다. 이에 감옥에서 탈출한 매그니토는 자비에 박사를 구출하고 인간과의 전면전을 함께 할 것을 엑스맨에게 제안한다. 결국 생존을 위해 대결은 피할 수 없는 것인지.

### 엑스맨: 최후의 전쟁(X-Men: The Last Stand, 2006)
인류의 미래를 건 최후의 선택, 전세계의 운명이 걸린 마지막 전쟁이 시작된다!
다양하고 초인적인 능력을 가진 돌연변이들에게 그들이 가진 능력을 조절할 수 있도록 가르쳐 인류를 위해 그 힘을 사용하길 희망하는 ‘엑스맨’. 그리고 자신들을 몰아내려는 인간사회에 등을 돌리고 돌연변이가 미래를 지배할 것이라 믿는 ‘브러더후드’의 대립이 계속되는 가운데, <엑스맨: 최후의 전쟁>에서는 다양하고 흥미로운 능력을 가진 돌연변이 캐릭터들의 등장과 그들의 능력을 치유할 수 있는 ‘큐어’의 등장으로 세상의 모든 전쟁을 잠재울 최후의 전쟁으로 이어진다.
<엑스맨: 최후의 전쟁>에서 돌연변이들은 치료제 ‘큐어’의 등장으로 역사적 위험에 처하게 된다. 이제 초능력을 치유할 수 있는 선택권을 가지게 되는 대신 그로 인해 고립되며 소외된다. 만약 그것을 원치 않는다면 초능력을 포기한 평범한 인간이 되어야 하는 것.
한편, 알칼리 호수에서 사라져 죽은 줄로만 알았던 '진 그레이'가 회생하여 돌아오고 '사비에'는 그녀의 숨겨진 이중자아 '피닉스'의 부활을 예감, 위험을 경고한다. 모든 상황을 인내해야 한다고 주장하는 엑스맨의 리더 '사비에 교수’와 적자생존의 법칙을 신봉하는 ‘매그니토’의 대립된 의견이 시험대에 오르고, 이는 세상의 모든 전쟁을 잠재울 최후의 전쟁으로 이어진다.

### 엑스맨 탄생: 울버린(X-Men Origins: Wolverine, 2009)
그들의 거대한 서막이 시작된다
어린 시절 눈앞에서 아버지를 잃은 상처, 그리고 사랑하는 연인까지 지켜내지 못했던 과거의 기억은 울버린(휴 잭맨 분)을 더욱 강하게 만든다. 울버린을 포함해 스트라이커 대령의 지휘하에 전세계에서 선발된 강력한 돌연변이들이 스페셜 팀을 구성하고, 울버린은 인간이 참아낼 수 있는 고통의 한계치를 넘는 지옥 같은 프로젝트를 통해 ‘웨폰 X’로 다시 태어난다. 이제 울버린은 복수를 위해 스페셜 팀을 탈퇴하지만, 에이전트 제로(다니엘 헤니 분)가 울버린을 추격하는데…

### 엑스맨: 퍼스트 클래스(X-Men: First Class, 2011)
엑스맨의 위대한 탄생! 전세계를 압도할 거대한 전쟁이 시작된다
찰스 자비에와 에릭 랜셔가 각각 ‘프로페서 X’와 ‘매그니토’라는 이름을 얻기 전 1960년대 ‘냉전 시대’. 이상적인 환경에서 자라 유전자학을 공부하는 찰스는 자신에게 특별한 텔레파시 능력이 있음을 깨닫고 ‘돌연변이’의 존재에 대해 자각하기 시작한다. 그러던 중, 주변의 금속을 마음대로 제어할 수 있는 강력한 능력을 가진 에릭을 만나 절친한 친구가 된다. 반면, 인류를 지배하려는 집단 ‘헬파이어 클럽’의 수장 세바스찬 쇼우는 미국과 러시아 간의 핵전쟁을 도발해서 3차 세계대전을 일으키려 하고, 이들을 막기 위해 CIA에서는 찰스와 에릭에게 도움을 요청하게 된다. 의기투합한 두 사람은 세계 각지를 돌며 때론 ‘다르다’는 이유로, 혹은 안전하지 못하다고 차별 받는 돌연변이들을 규합하고 ‘헬파이어 클럽’에 대항하는 엑스맨 팀을 만들기 시작한다. 그 와중에 돌연변이와 인간이 평화롭게 공존할 수 있다고 믿는 찰스와 달리, 에릭은 전쟁 중에 일어난 비극적인 과거사로 인간에 대한 불신의 골이 깊어 이들의 우정은 서서히 흔들리게 된다. 인간과 돌연변이의 갈등은 점점 치솟기 시작하는 와중에 세계 3차 대전을 막기 위해서 엑스맨과 헬파이어 클럽 간의 인류의 운명을 건 거대한 전쟁이 시작된다!

### 더 울버린(The Wolverine, 2013)
불멸의 존재 울버린, 죽음에 직면하다!
사랑하는 사람들을 모두 잃고
혼자 남겨진 고통으로 괴로워하는 ‘울버린’.
어느 날 영원불멸의 삶을 버리고
유한한 삶을 얻을 수 있는 일생일대의 기회를 제안 받는다.
처음으로 스스로의 약한 모습을 느낀 울버린은
극한의 상황에서 치명적인 적들과 대적하게 되고,
이제껏 본 적 없는 가장 강력하고 위험한 존재로 거듭나게 되는데!

### 엑스맨: 데이즈 오브 퓨처 패스트(X-Men: Days of Future Past , 2014)
엑스맨 Vs. 센티넬
거대한 전쟁이 시작된다!
천재 과학자 ‘트라스크’가 발명한 로봇 ‘센티넬’로 인해 사상 최악의 위기에 직면한 미래.
오랜 시간 적으로 맞섰던 ‘프로페서 X’와 ‘매그니토’는
돌연변이는 물론 인류를 위협하는 ‘센티넬’과의 전쟁을 막기 위해 ‘울버린’을 과거로 보낸다.
과거로 돌아간 ‘울버린’은 뿔뿔이 흩어졌던 엑스맨들을 모두 불러모아
인류의 미래를 구원할 거대한 전쟁을 시작하게 되는데…

### 데드풀(Deadpool, 2016)
정의감 제로, 책임감 제로, 정신은 인터스텔라급
마블 역사상 가장 매력 터지는 히어로 ‘데드풀’이 온다!
전직 특수부대 출신의 용병 ‘웨이드 윌슨(라이언 레놀즈)’은 암 치료를 위한 비밀 실험에 참여 후,
강력한 힐링팩터를 지닌 슈퍼히어로 ‘데드풀’로 거듭난다.
탁월한 무술실력과 거침없는 유머감각을 지녔지만 흉측하게 일그러진 얼굴을 갖게 된 데드풀은
자신의 삶을 완전히 망가뜨린 놈들을 찾아 뒤쫓기 시작하는데….

### 엑스맨: 아포칼립스(X-Men: Apocalypse, 2016)
“강한 자만이 살아남을 것이다” 아포칼립스
고대부터 신으로 숭배 받아왔던 최초의 돌연변이 아포칼립스가
수천 년간 무덤에 잠들어 있다가 1983년 이집트에서 깨어난다.
타락한 문명에 분노한 아포칼립스는 절망에 잠긴 매그니토를 비롯하여,
스톰, 사일록, 아크엔젤에게 보다 강력한 힘을 주며 자신의 수하 ‘포 호스맨’으로 삼는다.
그리고 인류를 멸망시키고 새로운 세상을 건설하여 강한 자들만의 세상을 만들려고 한다.
“지켜야 한다” 엑스맨
한편, 프로페서 X는 어린 돌연변이들을 위한 영재학교를 설립해
인간과의 평화로운 공존과 희망을 찾을 수 있도록 가르친다.
아직은 스스로 능력을 통제하지 못하는 진 그레이를 통해
아포칼립스가 초래한 인류의 멸망을 예견하게 된 프로페서 X는 미스틱과 함께 젊은 돌연변이들로 이뤄진 엑스맨을 결성한다.
아포칼립스를 막기 위해 사상 최대의 전쟁에 나서게 된 그들.
도저히 막을 수 없는 적과 싸워야만 하는데…
인류의 운명을 건 마지막 전쟁! 당신의 엑스맨은 지금부터 시작이다!

### 로건(Logan, 2017)
모든 것을 걸고, 지키고 싶은 소녀를 만났다!
가까운 미래, 능력을 잃어가는 ‘로건(울버린)’은
멕시코 국경 근처의 한 은신처에서 병든 ‘프로페서 X’를 돌보며 살아간다.
세상으로부터 자신을 숨기며 살아가고자 했던 ‘로건’은 정체불명의 집단에게 쫓기는 돌연변이 소녀
‘로라’를 만나게 되고, 그녀를 지키기 위해 모든 것을 건 대결을 펼치게 되는데…

### 데드풀 2(Deadpool 2, 2018)
마침내, 그 분이 오신다! 이번엔 혼자가 아니다!
암치료를 위한 비밀 실험에 참여한 후,
강력한 힐링팩터 능력을 지닌 슈퍼히어로 데드풀로 거듭난 웨이드 윌슨(라이언 레놀즈),
운명의 여자친구 바네사(모레나 바카린)와 행복한 미래를 꿈꾸지만 다시 나락으로 떨어지고,
밑바닥까지 내려간 데드풀은 더 나은 사람이 되기로 결심한다.
어느 날, 미래에서 시간 여행이 가능한 용병 케이블(조슈 브롤린)이 찾아 오면서
새로운 사건이 발생하고 데드풀은 생각지도 못한 기상천외 패밀리를 결성하게 되는데...

### 뉴 뮤턴트(The New Mutants, 2020)
- 계획)(계획)
- (계획)

## 타임라인
| 1962년                | 1973년                                      | 1981년              | 1983년             | 2005년 | 2006년   | 2007년              |  | 2013년      | 2023년                          | 2029년 |
| --------------------- | ------------------------------------------- | ------------------- | ------------------ | ------ | -------- | ------------------- |  | ----------- | ------------------------------- | ------ |
| 엑스맨: 퍼스트 클래스 | 엑스맨: 데이즈 오브 퓨처 패스트 (과거 부분) | 엑스맨 탄생: 울버린 |                    | 엑스맨 | 엑스맨 2 | 엑스맨: 최후의 전쟁 |  | 더 울버린   | 엑스맨: 데이즈 오브 퓨처 패스트 |        |
| 엑스맨: 퍼스트 클래스 | 엑스맨: 데이즈 오브 퓨처 패스트 (과거 부분) |                     | 엑스맨: 아포칼립스 |        |          |                     |  | (미래 부분) |                                 | 로건   |

## 출연진
| 등장인물                    | 영화                     | 영화                     | 영화                       | 영화                       | 영화                         | 영화                     | 영화                                   | 영화                      |
| 등장인물                    | 엑스맨 (2000)            | 엑스맨 2 (2003)          | 엑스맨: 최후의 전쟁 (2006) | 엑스맨 탄생: 울버린 (2009) | 엑스맨: 퍼스트 클래스 (2011) | 더 울버린 (2013)         | 엑스맨: 데이즈 오브 퓨처 패스트 (2014) | 엑스맨: 아포칼립스 (2016) |
| --------------------------- | ------------------------ | ------------------------ | -------------------------- | -------------------------- | ---------------------------- | ------------------------ | -------------------------------------- | ------------------------- |
| 제임스 로건 하울렛 / 울버린 | 휴 잭맨                  | 휴 잭맨                  | 휴 잭맨                    | 휴 잭맨                    | 휴 잭맨(카메오)              | 휴 잭맨                  | 휴 잭맨                                | 휴 잭맨(카메오)           |
| 제임스 로건 하울렛 / 울버린 |                          |                          | 트로이 시반 (아역)         |                            |                              |                          |                                        |                           |
| 찰스 제이비어 / 프로페서 X  | 패트릭 스튜어트          | 패트릭 스튜어트          | 패트릭 스튜어트            | 패트릭 스튜어트 (카메오)   |                              | 패트릭 스튜어트 (카메오) | 패트릭 스튜어트                        |                           |
| 찰스 제이비어 / 프로페서 X  |                          |                          |                            |                            | 제임스 맥어보이              |                          | 제임스 맥어보이                        | 제임스 맥어보이           |
| 찰스 제이비어 / 프로페서 X  |                          |                          |                            | 로런스 벨처 (아역)         |                              |                          |                                        |                           |
| 에릭 렌셔 / 매그니토        | 이언 매켈런              | 이언 매켈런              | 이언 매켈런                |                            |                              | 이언 매켈런 (카메오)     | 이언 매켈런                            |                           |
| 에릭 렌셔 / 매그니토        |                          |                          |                            |                            | 마이클 패스벤더              |                          | 마이클 패스벤더                        | 마이클 패스벤더           |
| 에릭 렌셔 / 매그니토        | 브렛 모리스 (아역)       |                          |                            |                            | 빌 밀러 (아역)               |                          |                                        |                           |
| 진 그레이 / 피닉스          | 팜커 얀선                | 팜커 얀선                | 팜커 얀선                  |                            |                              | 팜커 얀선                | 팜커 얀선 (카메오)                     |                           |
| 진 그레이 / 피닉스          |                          |                          |                            |                            |                              |                          | 소피 터너                              |                           |
| 진 그레이 / 피닉스          |                          | 헤일리 램 (아역)         |                            |                            |                              |                          |                                        |                           |
| 스콧 서머스 / 사이클롭스    | 제임스 마즈든            | 제임스 마즈든            | 제임스 마즈든              |                            |                              |                          | 제임스 마즈든 (카메오)                 |                           |
| 스콧 서머스 / 사이클롭스    |                          |                          |                            | 팀 포콕                    |                              |                          |                                        | 타이 셰리던               |
| 오로로 먼로 / 스톰          | 핼리 베리                | 핼리 베리                | 핼리 베리                  |                            |                              |                          | 핼리 베리                              |                           |
| 오로로 먼로 / 스톰          |                          |                          |                            |                            |                              |                          | 알렉산드라 쉽                          |                           |
| 마리 / 로그                 | 애나 패퀸                | 애나 패퀸                | 애나 패퀸                  |                            |                              |                          | 애나 패퀸                              |                           |
| 레이븐 다크홀름 / 미스틱    | 리베카 로메인            | 리베카 로메인            | 리베카 로메인              |                            | 리베카 로메인 (카메오)       |                          |                                        |                           |
| 레이븐 다크홀름 / 미스틱    |                          |                          |                            |                            | 제니퍼 로렌스                |                          | 제니퍼 로렌스                          | 제니퍼 로렌스             |
| 레이븐 다크홀름 / 미스틱    |                          |                          |                            | 모갠 릴리 (아역)           |                              |                          |                                        |                           |
| 바비 드레이크 / 아이스맨    | 숀 애슈모어              | 숀 애슈모어              | 숀 애슈모어                |                            |                              |                          | 숀 애슈모어                            |                           |
| 존 앨러다이스 / 파이로      | 알렉산드라 버튼 (카메오) | 에런 스탠퍼드            | 에런 스탠퍼드              |                            |                              |                          |                                        |                           |
| 키티 프라이드 / 섀도캣      | 서멜라 케이 (카메오)     | 케이티 스튜어트 (카메오) | 엘런 페이지                |                            |                              |                          | 엘런 페이지                            |                           |
| 행크 매코이 / 비스트        |                          | 스티브 베이식 (카메오)   | 켈시 그래머                |                            |                              |                          | 켈시 그래머 (카메오)                   |                           |
| 행크 매코이 / 비스트        |                          |                          |                            |                            | 니컬러스 홀트                |                          | 니컬러스 홀트                          | 니컬러스 홀트             |
| 피터 라스푸틴 / 콜로서스    |                          | 대니얼 커드모어          | 대니얼 커드모어            |                            |                              |                          | 대니얼 커드모어                        |                           |
| 레미 르보 / 갬빗            |                          |                          |                            | 테일러 키치                |                              |                          |                                        | 채닝 테이텀               |
| 피터 막시모프 / 퀵실버      |                          |                          |                            |                            |                              |                          | 에번 피터스                            | 에번 피터스               |
| 윌리엄 스트라이커           |                          | 브라이언 콕스            |                            | 대니 휴스턴                |                              |                          | 조시 헬먼                              |                           |
| 모이라 맥태거트             |                          |                          | 올리비아 윌리엄스          |                            | 로즈 번                      |                          |                                        | 로즈 번                   |
| 웨이드 윌슨 / 데드풀        |                          |                          |                            | 라이언 레이놀즈            |                              |                          |                                        |                           |
| 하복                        |                          |                          |                            | 루커스 틸                  |                              |                          | 루커스 틸                              | 루커스 틸                 |

## 제작진
| 작품                                | 감독          | 각본                                                                                        | 제작                                                        | 음악                  | 촬영               | 편집                                    |
| ----------------------------------- | ------------- | ------------------------------------------------------------------------------------------- | ----------------------------------------------------------- | --------------------- | ------------------ | --------------------------------------- |
| 《엑스맨》                          | 브라이언 싱어 | 각본: 데이비드 헤이터 원안: 톰 데산토, 브라이언 싱어                                        | 로런 슐러 도너, 랠프 윈터                                   | Michael Kamen         | 뉴턴 토머스 시걸   | 스티븐 로젠블룸, 케빈 스팃, 존 라이트   |
| 《엑스맨 2》                        | 브라이언 싱어 | 각본: 마이클 도허티, 댄 해리스, 데이비드 헤이터 원안: 브라이언 싱어, 잭 펜, 데이비드 헤이터 | 로런 슐러 도너, 랠프 윈터                                   | 존 오트먼             | 뉴턴 토머스 시걸   | 존 오트먼                               |
| 《엑스맨: 최후의 전쟁》             | 브렛 래트너   | 사이먼 킨버그, 잭 펜                                                                        | 로런 슐러 도너, 랠프 윈터, 아비 아라드                      | 존 파월               | 단테 스피노티      | 마크 골드블랫, 마크 헬프리치, 줄리아 웡 |
| 《엑스맨 탄생: 울버린》             | 개빈 후드     | 데이비드 베니오프, 스킵 우즈                                                                | 로런 슐러 도너, 랠프 윈터, 휴 잭맨, John Palermo            | 해리 그레그슨윌리엄스 | 도널드 M. 매캘파인 | Nicholas De Toth, 메건 길               |
| 《엑스맨: 퍼스트 클래스》           | 매슈 본       | 각본 애슐리 에드워드 밀러, 잭 스텐츠, 제인 골드먼, 매슈 본 원안 셸던 터너, 브라이언 싱어    | 로런 슐러 도너, 브라이언 싱어, 사이먼 킨버그, 그레고리 굿맨 | 헨리 잭맨             | 존 매시슨          | 에디 해밀턴, 리 스미스                  |
| 《더 울버린》                       | 제임스 맨골드 | 마크 봄백, 스콧 프랭크                                                                      | 로런 슐러 도너, 허치 파커                                   | 마르코 벨트라미       | 로스 에머리        | 마이클 매커스커                         |
| 《엑스맨: 데이즈 오브 퓨처 패스트》 | 브라이언 싱어 | 각본 사이먼 킨버그 원안 사이먼 킨버그, 매슈 본, 제인 골드먼                                 | 로런 슐러 도너, 브라이언 싱어, 사이먼 킨버그, 허치 파커     | 존 오트먼             | 뉴턴 토머스 시걸   | 존 오트먼                               |
| 《데드풀》                          | 팀 밀러       | 렛 리스, 폴 워닉                                                                            | 로런 슐러 도너, 사이먼 킨버그, 라이언 레이놀즈              | 정키 XL               | 켄 성              | 줄리언 클라크                           |
| 《엑스맨: 아포칼립스》              | 브라이언 싱어 | 각본 사이먼 킨버그 원안 브라이언 싱어, 사이먼 킨버그, 댄 해리스, 마이클 도허티              | 로런 슐러 도너, 브라이언 싱어, 사이먼 킨버그, 허치 파커     | 존 오트먼             | 뉴턴 토머스 시걸   | 존 오트먼, 마이클 루이스 힐             |
| 《로건》                            | 제임스 맨골드 | 데이비드 제임스 켈리, 마이클 그린                                                           | 로런 슐러 도너                                              |                       |                    |                                         |

## 흥행 성적
| 영화                                                                | 개봉일          | 개봉일          | 흥행 수익          | 흥행 수익        | 흥행 수익          | 제작비             | 출처   |
| 영화                                                                | 전세계          | 대한민국        | 미국               | 대한민국         | 전세계             | 제작비             | 출처   |
| ------------------------------------------------------------------- | --------------- | --------------- | ------------------ | ---------------- | ------------------ | ------------------ | ------ |
| 엑스맨 (X-Men, 2000)                                                | 2000년 8월 13일 | 2000년 8월 12일 | $157,299,717       | 1,200,000명      | $296,339,527       | $75,000,000        | [ 3 ]  |
| 엑스맨 2 (X2: X-Men United, 2003)                                   | 2003년 4월 30일 | 2003년 4월 30일 | $214,949,694       | 1,470,000명      | $407,711,549       | $110,000,000       | [ 4 ]  |
| 엑스맨: 최후의 전쟁 (X-Men: The Last Stand, 2006)                   | 2006년 5월 24일 | 2006년 6월 15일 | $234,362,462       | 2,096,180명      | $459,359,555       | $210,000,000       | [ 5 ]  |
| 엑스맨 탄생: 울버린 (X-Men Origins: Wolverine, 2009)                | 2009년 4월 29일 | 2009년 4월 30일 | $179,883,157       | 1,303,452명      | $373,062,864       | $150,000,000       | [ 6 ]  |
| 엑스맨: 퍼스트 클래스 (X-Men: First Class, 2011)                    | 2011년 6월 1일  | 2011년 6월 2일  | $146,408,305       | 2,534,977명      | $353,624,124       | $160,000,000       | [ 7 ]  |
| 더 울버린 (The Wolverine, 2013)                                     | 2013년 7월 24일 | 2013년 7월 25일 | $132,556,852       | 1,075,333명      | $414,828,246       | $120,000,000       | [ 8 ]  |
| 엑스맨: 데이즈 오브 퓨처 패스트 (X-Men: Days of Future Past , 2014) | 2014년 5월 21일 | 2014년 5월 22일 | $233,921,534       | 4,313,446명      | $748,121,534       | $200,000,000       | [ 9 ]  |
| 합계                                                                | 합계            | 합계            | $1,299,381,721 (7) | 13,993,388명 (7) | $3,053,047,399 (7) | $1,025,000,000 (7) | [ 10 ] |

## 같이 보기
- 마블 시네마틱 유니버스
- 엑스맨